# Jean Luc Mitana
Jean Luc Mitana es un cineasta y director de fotografía ruandés. Se ha desempeñado como director de fotografía de películas como Behind the Word, Kai the Vendor y Strength in Fear.

## Biografía
Mitana nació el 29 de septiembre de 1983 en Kigali, Ruanda.

## Carrera profesional
En 2006, se unió a Almond Tree Films Collective y en 2009, trabajó en la película Maibobo, dirigida por Yves Montand Niyongabo, estrenada en el Festival Internacional de Cine de Róterdam 2010 y premiada en el Festival Cinema Africano d'Asia e América Latina 2011 en Milán, Italia. En 2010, dirigió la película SAA-IPO, filmada en Kigali y financiada por Tribeca Film Institute. Se estrenó en el Festival de Cine de Tribeca 2011 y luego se proyectó en el Festival Internacional de Cine de Durban 2011 y en el Festival Internacional de Cine AfryKamera, Polonia 2011. En 2014, trabajó en el documental Behind the World dirigido por Clémentine Dusabejambo. En 2014, asistió a la Berlinale Talents, donde formó parte del Estudio de Edición.

## Filmografía
| Año  | Película                                 | Papel                  | Tipo       | Ref.   |
| ---- | ---------------------------------------- | ---------------------- | ---------- | ------ |
| 2009 | Maibobo                                  | Director de fotografía | Documental |        |
| 2009 | The 100 Days That Didn't Shake the World | Actor                  | Documental | [ 8 ]  |
| 2010 | SAA-OPI                                  | Director               | Documental |        |
| 2012 | Strength in Fear                         | Cinematografía         | Documental | [ 9 ]  |
| 2014 | Behind The Word                          | Director               | Documental | [ 10 ] |
| 2015 | Damali                                   | Director               | Documental |        |
| 2016 | Kai the vendor                           | Director               | Documental | [ 11 ] |